# سرفة واهنة
سرفة واهنة (الاسم العلمي: Syrphus attenuatus) هي نوع من الحشرات يتبع جنس السرفة من الفصيلة السرفات.